# Narcisse Virgilio Díaz
Narcisse Virgilio Díaz de la Peña (20. srpna 1807 Bordeaux, Francie – 18. listopadu 1876, Menton, Francie) byl francouzský malíř barbizonské školy.

## Životopis

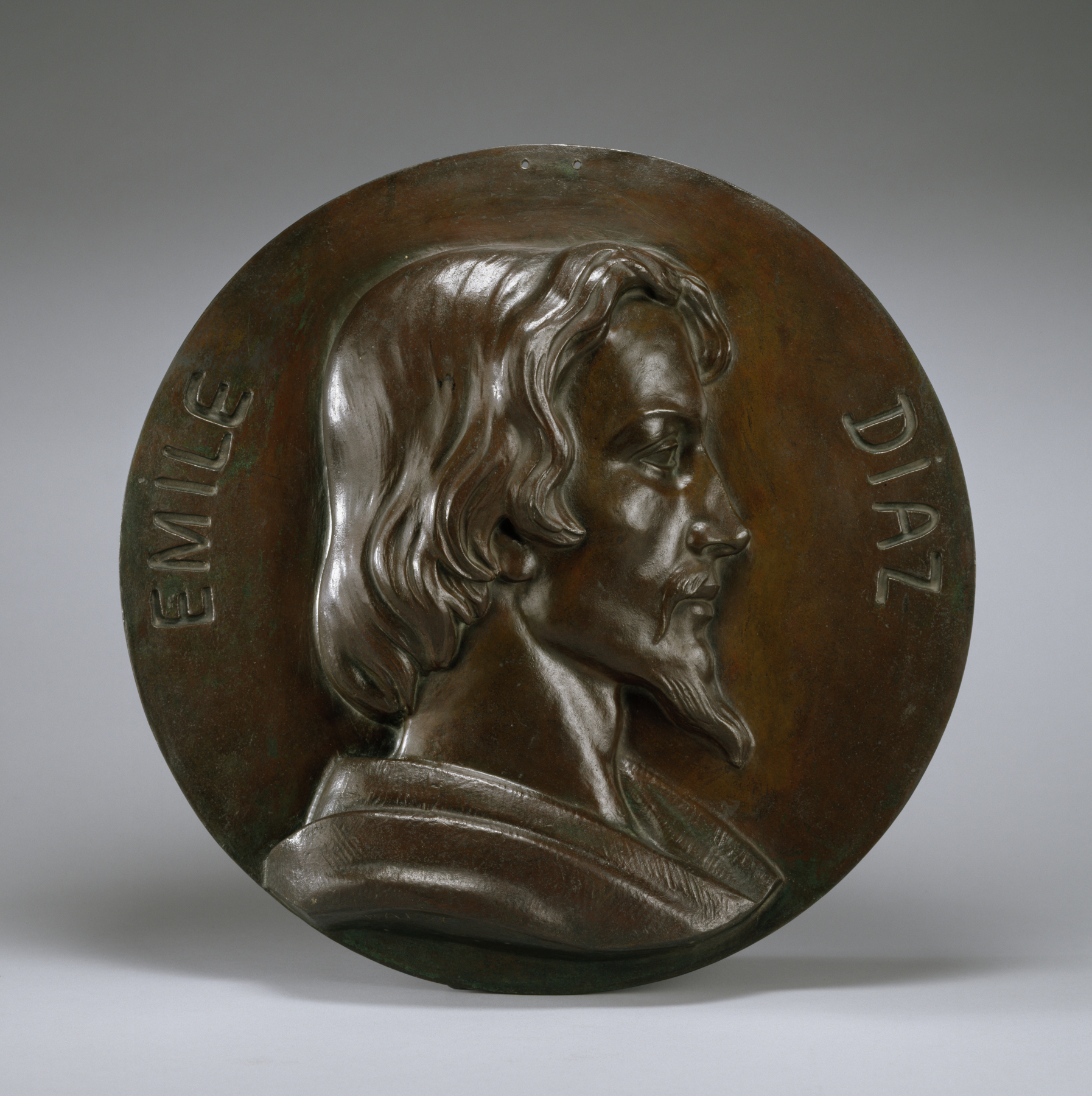
Medailon Díazova syna Eugène-Émile Díaze, Antoine-Louis Barye

Narcisse Virgilio Diaz se narodil v Bordeaux španělským rodičům. V deseti letech se stal sirotkem a jeho mládí provázela neštěstí. Nohu mu pokousal plaz v meudonském lese poblíž Sèvres, kam byl převezen, aby žil s několika přáteli své matky. Rána byla špatně ošetřena a Díaz nakonec přišel o nohu. Jak se však ukázalo, dřevěný pahýl, který nahradil jeho nohu mu trochu napomohl ke slávě.
V patnácti vstoupil do ateliérů v Sèvres, nejprve pracoval na dekoraci porcelánu a později se věnoval malbě. Přitahovaly ho orientální scény a on začal malovat východní postavy oblečené v bohatě zbarvených oděvech; mnoho z těchto obrazů stále existuje. Mnoho času také strávil v poblíž lesa ve Fontainebleau, kde namaloval některé ze svých nejslavnějších obrazů. Jedním z jeho učitelů a přátel v Paříži byl François Souchon.
Kolem roku 1831 se Díaz setkal s Théodorem Rousseauem, kterého měl ve velké úctě, přestože byl Rousseau o čtyři roky mladší. Ve Fontainebleau Díaz našel Rousseaua malovat jeho nádherné lesní obrázky a byl odhodlán malovat stejným způsobem, pokud je to možné. Avšak Rousseau byl tehdy ve špatném zdravotním stavu, zahořklý proti světu, a proto bylo obtížné se k němu dostat. Při jedné příležitosti ho Diaz tajně sledoval do lesa i se svou protézou, která mu bránila v postupu, ale ustoupil před malířovou nevolí a snažil se vysledovat jeho pracovní postup. Po nějaké době Díaz našel způsob, jak se s Rousseauem spřátelit, a odhalil svou dychtivost porozumět jeho technikám. Rousseau byl zasažen vášnivými slovy obdivu a nakonec naučil Diaze vše, co uměl. 
Díaz vystavoval mnoho obrazů na pařížském Salonu a v roce 1851 byl vyznamenán Řádem čestné legie. V době prusko-francouzské války (1870-1871) odešel do Bruselu. Po roce 1871 se jeho díla stala módní a jejich cena mezi sběrateli postupně rostla. Díazovy nejlepší práce jsou jeho lesní scény a bouře, a právě v nich spočívá jeho sláva. Existuje několik příkladů jeho práce v Louvru a tři malé obrázky v londýnském muzeu Wallace Collection. Snad nejpozoruhodnější z Diazových děl je Perlová víla (La Fée aux Perles) z roku 1857, umístěná v Louvr); Západ slunce v lese (1868); Bouře a obraz Les ve Fontainebleau (1870) nyní v Leedsu. The Metropolitan Museum of Art má v držení přibližně dvě desítky děl Díaze, včetně další verze obrazu Les ve Fontainebleau, a mnoho jeho kreseb a studií.
Samotný Diaz neměl žádné známé žáky, ale François Visconti do jisté míry napodoboval jehy styl a Léon Richet se výrazně řídil jeho způsobem ztvárnění stromů. Po určitou dobu i Jean-François Millet také maloval postavy věrně napodobující Diazovy tehdy populární kompozice. Renoir jednou řekl: „mým hrdinou byl Díaz“. V roce 1876 při návštěvě hrobu svého syna se nachladil. Odcestoval do Mentonu ve snaze uzdravit se, ale 18. listopadu téhož roku zemřel.
Díazův syn Eugène-Émile (1837–1901) dosáhl určité slávy jako skladatel Eugène Diaz.
Jeho jméno nese ulice Narcisse Diaz v pařížském Auteuilu.

## Galerie

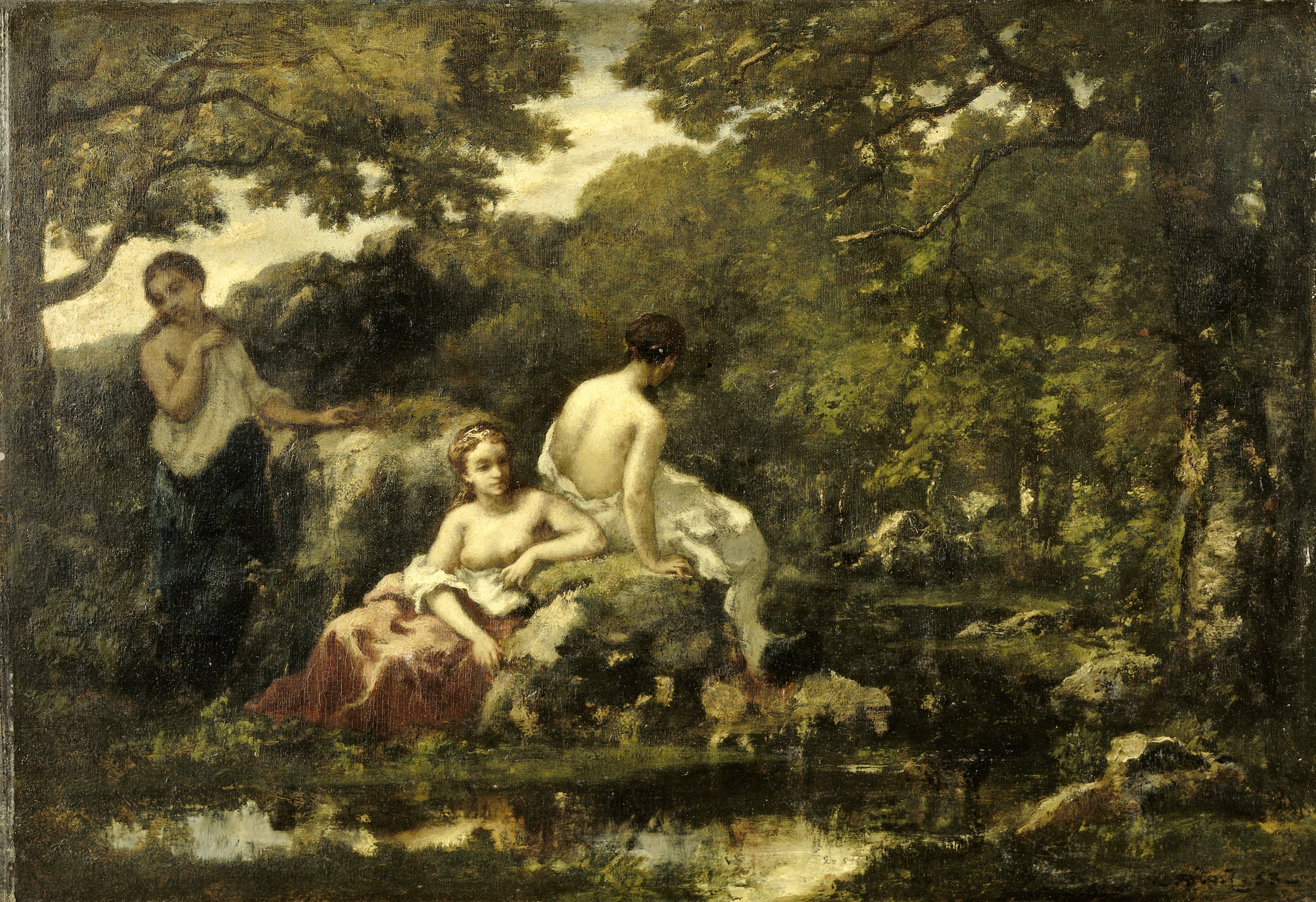
Idyla (1853), Amsterdam, Rijksmuseum.
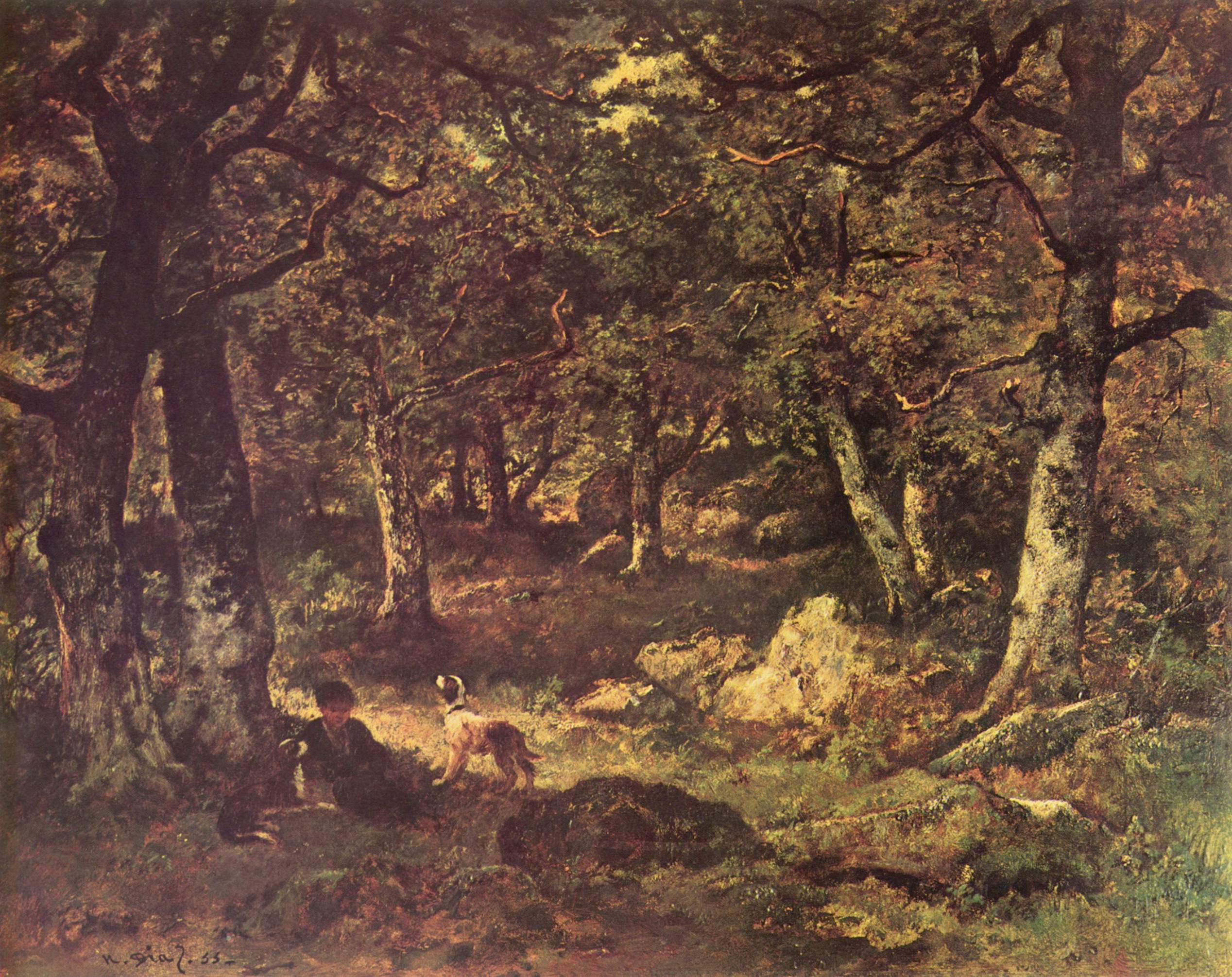
V lese (1855), Louvre.
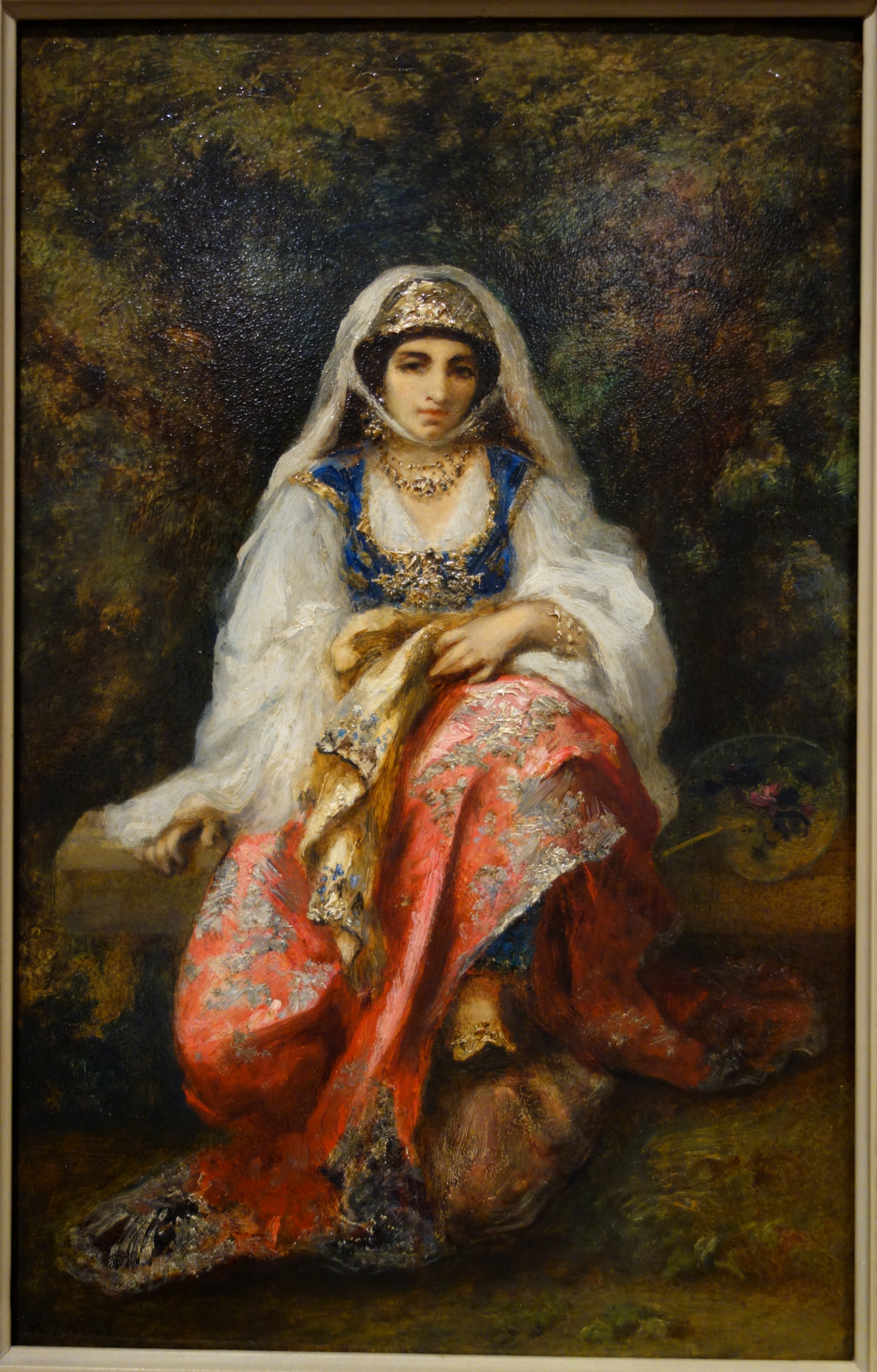
Turecká žena, 1865
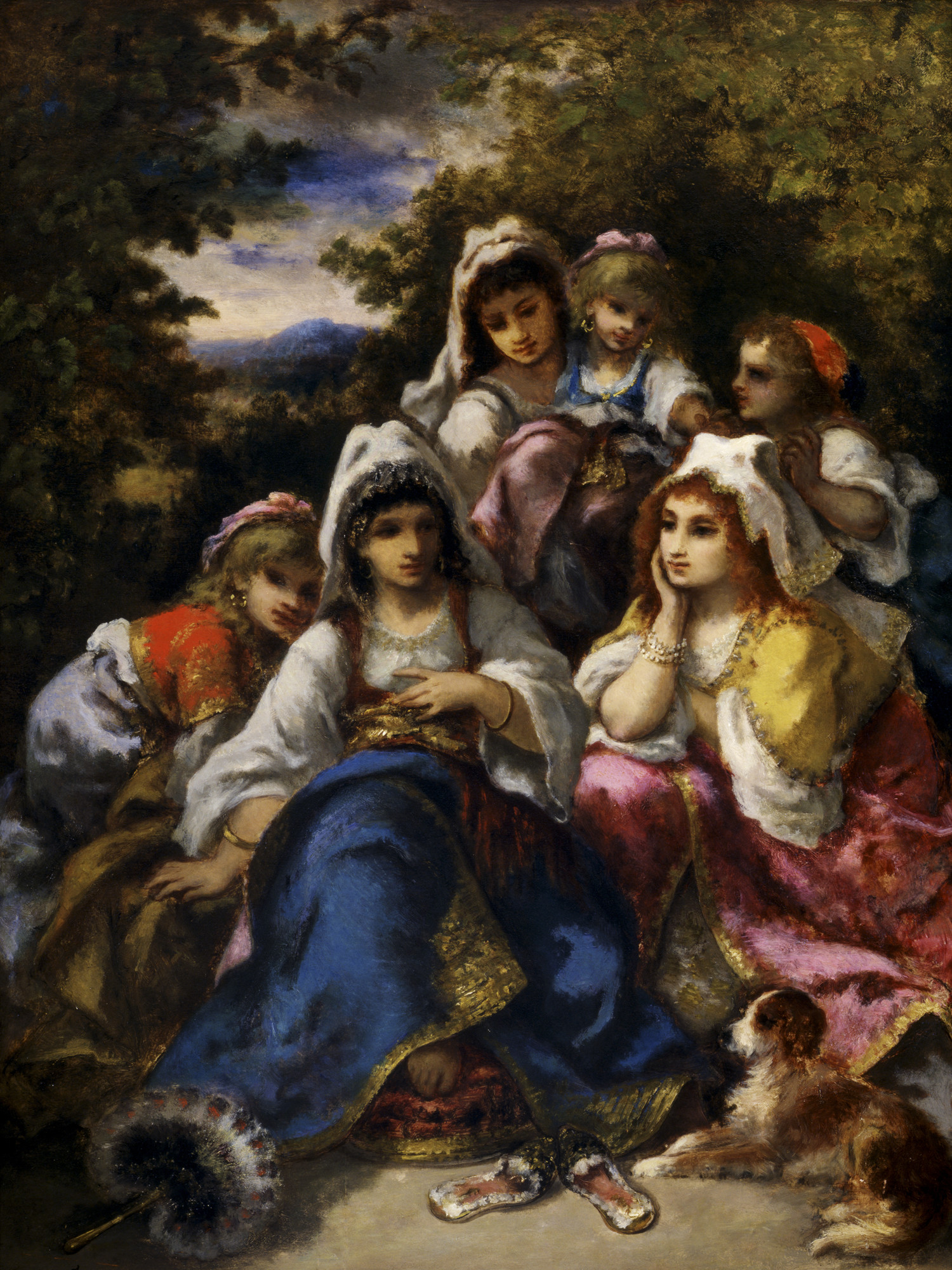
Cikánské ženy, (1865-1870)
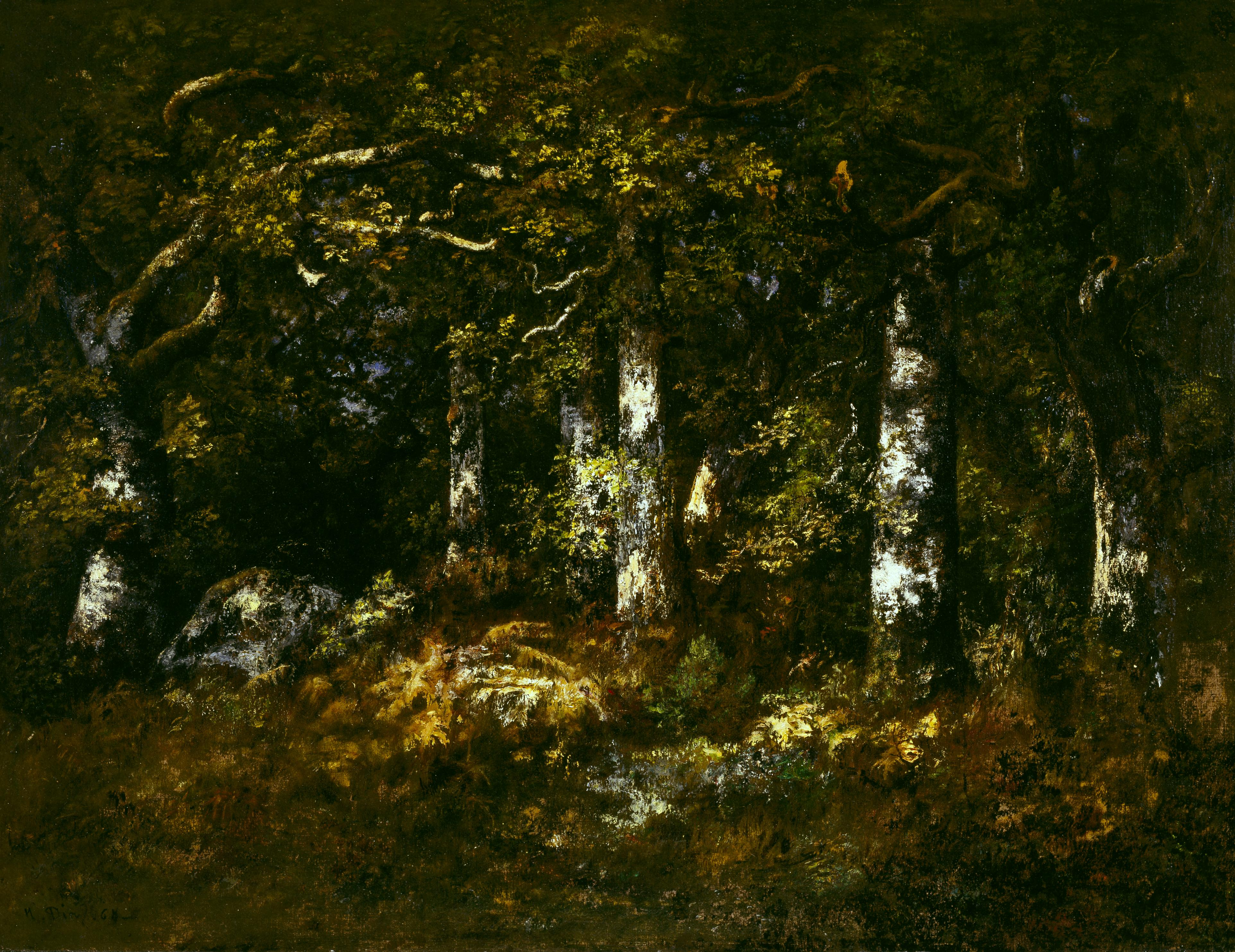
Les ve Fontainebleau (1868), muzeum Dallas
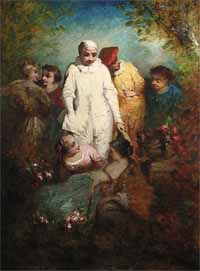
Zahradní slavnost, Diaz de la Peña